# Brug 1343
Brug 1343 is een bouwkundig kunstwerk in Amsterdam-Zuidoost.
Deze vaste brug werd aangelegd over een afwateringsgracht in de wijk Holendrecht-Oost, waar ze verbinding legt tussen de woonwijk en straat Mijndenhof en een groengebied waarin volkstuinen en kinderboerderij 't Brinkie.
De brug uit 1981/1982 is ontworpen door Dirk Sterenberg van de Dienst der Publieke Werken, die in Amsterdam-Zuidoost (vroeger Bijlmermeer) talloze bruggen heeft ontworpen. De brug maakt deel uit van het op het maaiveldniveau liggende systeem van voet- en fietspaden, waaronder het Reigersbospad. De brug heeft diverse standaardonderdelen binnen de ontwerpen van dergelijke bruggen voor voetgangers en fietsers. Ze hebben betonnen landhoofden met betonnen borstweringen. Op de betonnen brugpijlers liggen houten liggers waarop planken. Balustraden en leuning zijn uitgevoerd is dikke houten balken. Onderscheid werd gevonden in die balken, die hier donkerrood geschilderd waren. Diezelfde houten balken vormden de zwakheid van de bruggen; onder weersinvloeden (en vandalisme) vergingen ze en met name de balusters braken af. Begin 21e eeuw werd de bovenbouw dan ook vervangen door nieuwe onder leiding van Haasnoot Bruggen. Sterenbergs als kunstenaar is terug te vinden in de brugpijlers, ze zien er hier uit als abstracte kunstwerken.
<<< · 1301 · 1302 · 1303 · 1304 · 1305 · 1306 · 1307 · 1308 · 1309 · 1311 · 1312 · 1313 · 1314 · 1315 · 1316 · 1317 · 1319 · 1320 · 1321 · 1322 · 1323 · 1324 · 1325 · 1326 · 1327 · 1328 · 1329 · 1330 · 1331 · 1332 · 1333 · 1334 · 1335 · 1336 · 1337 · 1338 · 1339 · 1340 · 1342 · 1343 · 1344 · 1345 · 1346 · 1347 · 1348 · 1349 · 1350 · 1351 · 1352 · 1353 · 1354 · 1355 · 1356 · 1357 · 1358 · 1359 · 1360 · 1361 · 1362 · 1363 · 1364 · 1365 · 1366 · 1367 · 1368 · 1373 · 1375 · 1376 · 1377 · 1378 · 1379 · 1380 · 1381 · 1382 · 1383 · 1384 · 1385 · 1386 · 1387 · 1388 · 1389 · 1390 · 1391 · 1392 · 1396 · 1397 · 1398 · 1399 · >>>
Brugnummers 1300, 1318, 1341, 1369-1372, 1374, 1393, 1394, 1395 zijn niet vergeven. 1310 is gesloopt; brug 1318 is nooit gebouwd in verband met niet aanleggen Veenendaaldreef.